# 东普鲁士集团军 (德国国防军)
東普魯士軍團（德語：Armeeoberkommando Ostpreußen，縮寫為 AOK Ostpreußen）由第2軍團創建，並於1945年4月7日吸收了前第4軍團的殘餘部隊。東普魯士軍團管轄了納粹德國在東普魯士和西普魯士的所有部隊。在東普魯士攻勢中但澤和哥騰哈芬失利後，軍團在但泽灣被孤立。
1945年5月9日，东普鲁森軍團在赫尔半岛向苏联军队投降。

## 戰鬥序列
- 第6军（霍斯特·格罗斯曼将军）
- 第26军（格哈德·马茨基将军）
- 海爾司令部
- 第23军（沃尔特·梅尔泽将军）
- 第55军
- 第9軍
- 第18山地军（弗里德里希·霍赫鲍姆将军）
- 第102步兵师
- 第607步兵师